# John W. Campbell Memorial Award

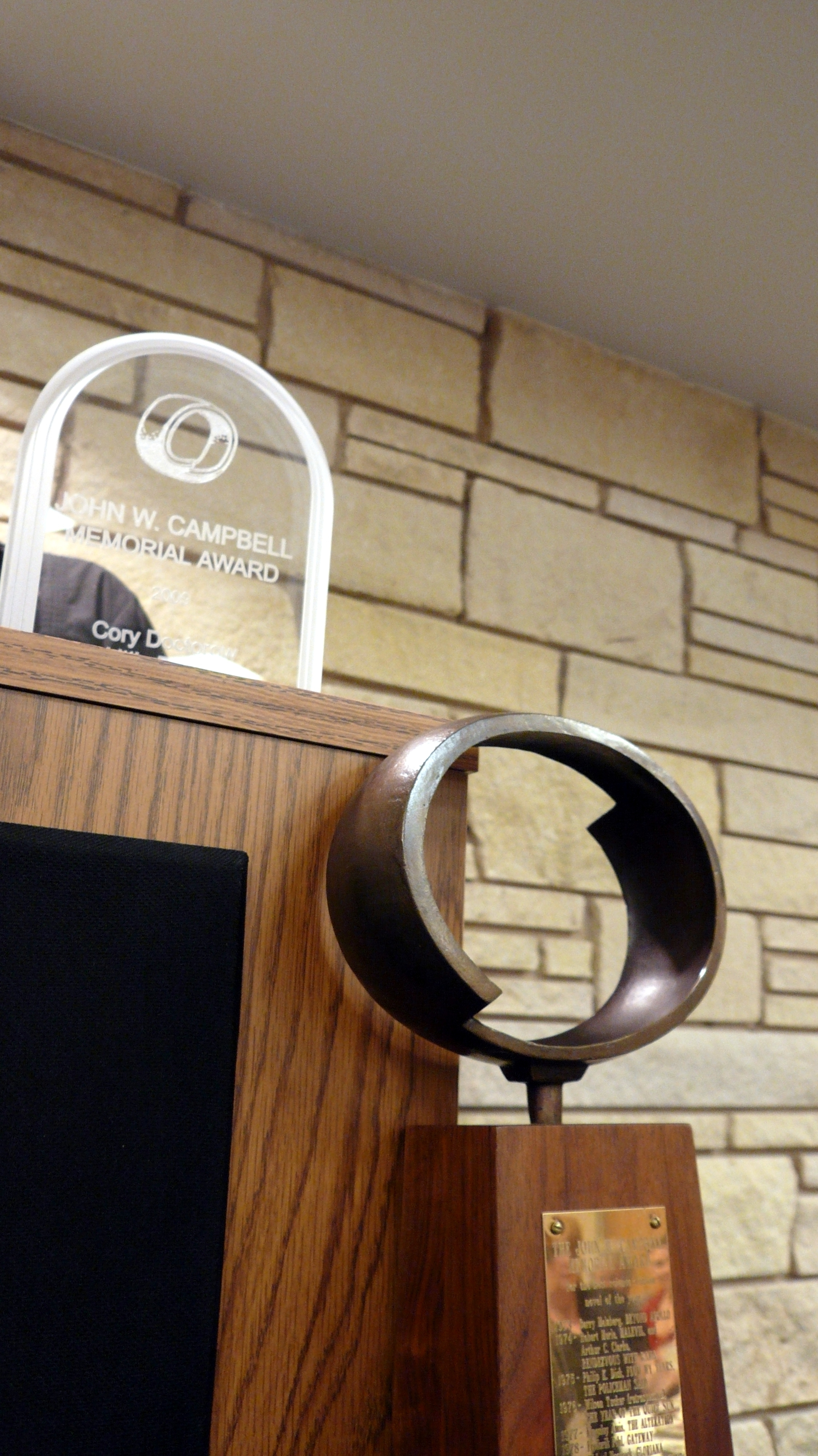
John W. Campbell Memorial Award

De John Wood Campbell Memorial Award for Best Science Fiction Novel wordt sinds 1973 elk jaar toegekend voor de beste sciencefictionroman.  De winnaar wordt gekozen door een panel. 
Het panel vond in 1976 dat er geen bijzondere roman was gepubliceerd ; de prijs is toen met terugwerkende kracht toegekend aan een roman uit 1970. In 1994 is er geen prijs uitgekeerd door een probleem in het nomineringsproces. 
De prijs is vernoemd naar John W. Campbell, de redacteur van het tijdschrift Astounding Stories, later hernoemd tot Analog Science Fiction and Fact.  Er is nog een prijs naar hem vernoemd, de  John W. Campbell Award for the Best New Writer in Science Fiction.

## Winnaars
- 2019 - Blackfish City, Sam J. Miller
- 2018 - The Genius Plague, David Walton
- 2017 - Central Station, Lavie Tidhar
- 2016 - Radiomen, Eleanor Lerman
- 2015 - The First Fifteen Lives of Harry August, Claire North
- 2014 - Strange Bodies, Marcel Theroux
- 2013 - Jack Glass: The Story of a Murderer , Adam Roberts
- 2012 - (ex aequo) The Highest Frontier van Joan Slonczewski en The Islanders van Christopher Priest
- 2011 - The Dervish House, Ian McDonald
- 2010 - The Windup Girl, Paolo Bacigalupi
- 2009 (ex aequo) - Little Brother, Cory Doctorow; Song of Time, Ian R. MacLeod
- 2008 - In War Times, Kathleen Ann Goonan
- 2007 - Titan, Ben Bova
- 2006 - Mindscan, Robert J. Sawyer
- 2005 - Market Forces, Richard Morgan
- 2004 - Omega, Jack McDevitt
- 2003 - Probability Space, Nancy Kress
- 2002 (ex aequo) - Transforming Earth, Jack Williamson; The Chronoliths, Robert Charles Wilson
- 2001 - Genesis, Poul Anderson
- 2000 - A Deepness in the Sky, Vernor Vinge
- 1999 - Brute Orbits, George Zebrowski
- 1998 - Forever Peace, Joe Haldeman
- 1997 - Fairyland, Paul J. McAuley
- 1996 - The Time Ships, Stephen Baxter
- 1995 - Permutation City, Greg Egan
- 1994 -  geen prijs
- 1993 - Brother to Dragons, Charles Sheffield
- 1992 - Buddy Holly Is Alive and Well on Ganymede, Bradley Denton
- 1991 - Pacific Edge, Kim Stanley Robinson
- 1990 - The Child Garden, Geoff Ryman
- 1989 - Islands in the Net, Bruce Sterling
- 1988 - Lincoln's Dreams, Connie Willis
- 1987 - A Door into Ocean, Joan Slonczewski
- 1986 - The Postman, David Brin
- 1985 - The Years of the City, Frederik Pohl
- 1984 - The Citadel of the Autarch, Gene Wolfe
- 1983 - Helliconia Spring, Brian Aldiss
- 1982 - Riddley Walker, Russell Hoban
- 1981 - Timescape, Gregory Benford
- 1980 - On Wings of Song, Thomas M. Disch
- 1979 - Gloriana, Michael Moorcock
- 1978 - Gateway, Frederik Pohl
- 1977 - The Alteration, Kingsley Amis
- 1976 - The Year of the Quiet Sun, Wilson Tucker (retroactief)
- 1975 - Flow My Tears, The Policeman Said, Philip K. Dick
- 1974 (ex aequo) - Rendezvous with Rama, Arthur C. Clarke; Malevil, Robert Merle
- 1974 - The Cosmic Connection, Carl Sagan (speciale non-fictie prijs)
- 1973 - Beyond Apollo, Barry N. Malzberg
- 1973 - Dying Inside, Robert Silverberg (speciale prijs voor excellent schrijverschap)